# Херетин
Херетин — деревня в Боханском районе Иркутской области России. Входит в состав Хохорского муниципального образования.

## География
Деревня примыкает к восточной границе посёлка Бохан, административного центра района.

## Население
| 2002 | 2010 | 2011 | 2012 |
| ---- | ---- | ---- | ---- |
| 81   | ↗106 | →106 | ↘102 |

### Половой состав
По данным Всероссийской переписи, в 2010 году в деревне проживало 106 человек (52 мужчины и 54 женщины).